# 야타케역
야타케역(일본어: 矢岳駅)은 일본 구마모토현 히토요시시에 위치한 규슈 여객철도 히사쓰 선의 철도역이다. 단선 승강장 1면 1선의 구조를 갖춘 지상역이다.

## 역 주변
- 규슈 자동차도 가쿠토 터널

## 역사
- 1909년 11월 21일 : 가고시마 본선의 일부로서 일본 철도원이 개설.
- 1927년 10월 17일 : 해안 루트 (센다이 본선) 전체 개통에 의해 히사쓰 선 소속역이 됨.
- 1972년 : 구내에 SL 전시관 개설.
- 1987년 4월 1일 : 일본국유철도 분할 민영화에 의해, 규슈 여객철도가 승계.
- 2007년 11월 30일 : 야타케 역과 SL 전시관의 보존고가 미나미큐슈 근대화 산업 유산군의 물자 수송 관련 유산의 하나로써 선정됨.

## 인접 역
| 히사쓰 선            | 히사쓰 선   | 히사쓰 선          |
| -------------------- | ----------- | ------------------ |
| 오코바 야쓰시로 방면 | ■ 히사쓰 선 | 마사키 하야토 방면 |